# Napoleon (2023)
Napoleon ist ein biografisches Historiendrama von Ridley Scott. Der Film zeichnet das Leben von Napoleon Bonaparte nach, wobei ein besonderer Fokus auf die Beziehung zu Joséphine de Beauharnais gelegt wird.
Die US-amerikanisch-britische Koproduktion wurde am 14. November 2023 in Paris in der Salle Pleyel uraufgeführt und hatte am 22. November 2023 Kinopremiere in Großbritannien und den USA. Anschließend erfolgte eine Ausstrahlung durch den Streamingdienst Apple TV+. Am 29. August 2024 erschien der 48 Minuten längere Director’s Cut des Films.

## Handlung
Vor dem Hintergrund seiner abhängigmachenden und unbeständigen Liebesbeziehung zu Kaiserin Joséphine dokumentiert der Film Napoleons Aufstieg zur Macht. Auch geht der Film auf wichtige Schlachten in Napoleons Karriere ein: Toulon, Austerlitz, Borodino und Waterloo.
Der Film beleuchtet in Schlaglichtern eine Reihe von wichtigen Ereignissen in chronologischer Reihenfolge, die dem Zuschauer stets mit Untertiteln angekündigt werden: Die Französische Revolution 1789, die Belagerung von Toulon 1793, die Terrorherrschaft 1794, die Heirat Napoleons und Joséphines 1796, der Ägyptenfeldzug 1798, den Staatsstreich des 18. Brumaire 1799, die Kaiserkrönung 1804, die Schlacht bei Austerlitz 1805, den Frieden von Tilsit 1807, die Scheidung der Hauptfiguren und Napoleons Heirat mit Marie-Louise von Österreich 1810 und die Geburt von Napoleon Franz Bonaparte 1811, den Russlandfeldzug 1812 (mitsamt der Schlacht von Borodino und dem französischen Rückzug aus Russland), Napoleons erstes Exil auf Elba 1814–15, seine Rückkehr nach Frankreich und die Herrschaft der Hundert Tage mitsamt der Schlacht bei Waterloo 1815, und schließlich das zweite Exil auf St. Helena und der Tod Napoleons im Jahr 1821.

## Entstehungsgeschichte

### Vorbereitung und Rollenbesetzung
Mitte Oktober 2020, am letzten Drehtag seines Historienfilms The Last Duel, kündigte Ridley Scott ein Filmprojekt der 20th Century Studios über Napoleon Bonaparte an. Der Vertrag für das Projekt mit 20th Century Studios lief jedoch Ende 2020 aus, so dass andere Filmstudios sich die Rechte sichern konnten. Im Januar 2021 gaben die Apple Studios, die Filmproduktionsfirma von Apple Inc., bekannt, Napoleon zu finanzieren und zu produzieren.
Zusammen mit dem Drehbuchautor David Scarpa las Ridley Scott Napoleons Liebesbriefe an Joséphine in der Vorbereitung auf die Drehbucharbeiten. Scott empfand die Liebesbriefe als „manchmal fast kindlich in ihrer Sentimentalität und Sexualität, er [Napoleon] war wie ein Schuljunge, der an seine erste Freundin schreibt.“ Scarpa und Scott hatten bereits zusammen an dem Thriller Alles Geld der Welt (2017) zusammengearbeitet. Der ursprüngliche Arbeitstitel Kitbag war der auf Napoleon zurückgehenden US-amerikanischen Redewendung „There is a general’s staff hidden in every soldier’s kitbag“ entnommen (dt.: „den Marschallstab im Tornister tragen“). Für die Hauptrolle wurde Joaquin Phoenix engagiert, der mit Scott zuletzt in Gladiator (2000) zusammengearbeitet hatte.
Das Produktionsbudget lag laut unterschiedlichen Berichten bei 130 oder 200 Millionen US-Dollar.
Für die weibliche Hauptrolle von Napoleons Ehefrau war ursprünglich Jodie Comer vorgesehen, die sich aber im Januar 2022 aufgrund von durch die COVID-19-Pandemie verursachten Terminkonflikten aus dem Projekt zurückzog. Kurze Zeit später wurde Vanessa Kirby als Ersatz engagiert. Bereits zuvor war Youssef Kerkour für die Rolle des Generals Louis-Nicolas Davout ausgewählt worden. Mitte Januar 2022 wurde das Projekt von Kitbag in Napoleon umbenannt. Einen Monat später wurde Tahar Rahim für die Rolle des Politikers Paul de Barras besetzt.

### Dreharbeiten
Die Dreharbeiten zu Napoleon begannen im Februar 2022. Hauptkameramann war Dariusz Wolski, der seit Prometheus – Dunkle Zeichen (2012) an allen Werken des Regisseurs mitgewirkt hatte. Der Historienfilm soll sechs große Schlachten abdecken, während andere Filme mit Szenen aus Napoleons Leben wie Waterloo (1970) nur eine Kampfhandlung in den Mittelpunkt stellen. Während der Dreharbeiten wurde für das Projekt auch der Arbeitstitel Marengo verwendet, der an die Schlacht bei Marengo (1800) erinnerte. Als Drehort diente im März 2022 die englische Stadt Lincoln in Lincolnshire. Die dortige Kathedrale von Lincoln wurde als Kulisse für die Kathedrale Notre-Dame de Paris (nach dem Großbrand von 2019 noch im Wiederaufbau) hergerichtet. Als weitere Drehorte wurden die Anwesen Stowe Avenue and House und West Wycombe Park in Buckinghamshire, Blenheim Palace in Woodstock (Oxfordshire), das Old Royal Naval College in London, das Petworth House in West Sussex und das Boughton House in Northamptonshire genannt.
Ab Mai 2022 folgten Dreharbeiten auf Malta. Dort sollte das Fort Ricasoli in Kalkara als Kulisse für die Belagerung von Toulon (1793) dienen, Napoleons erstem großen militärischen Erfolg. Als weitere Drehorte in Malta waren Attard, Senglea, Mellieħa, Siġġiewi, Mdina und die örtlichen Filmstudios vorgesehen. Filmszenen, in denen Ägypten als Handlungsort vorkommt, wurden in der Wüstengegend von Merzouga in Marokko gedreht. Die Hinrichtung von Marie Antoinette wurde im Dorf und Civil Parish Peper Harow in Surrey gefilmt.
Die Dreharbeiten, bei denen teilweise mehrere hundert Komparsen gleichzeitig eingesetzt wurden, wurden Mitte Mai 2022 nach 61 Drehtagen beendet.

### Postproduktion
Die Kinofassung von Napoleon hat eine Länge von 158 Minuten. Ein Director’s Cut mit einer Länge von viereinhalb Stunden, der sich mehr als die Kinofassung mit Joséphine de Beauharnais auseinandersetzt, schneidet Regisseur Scott eigenen Angaben zufolge. Der Director’s Cut war zum Zeitpunkt des Kinostarts noch nicht fertig.

## Veröffentlichung und Rezeption
In Branchenkreisen galt Napoleon im Jahr 2022 als möglicher Kandidat für die Oscarverleihung 2024, vorausgesetzt, dass es Scott gelänge, den Film rechtzeitig fertigzustellen. Der Film wurde dort dann tatsächlich für das beste Szenenbild, das beste Kostümdesign und die besten visuellen Effekte nominiert, ging letztlich aber leer aus.
Anfang April 2023 wurde bekannt, dass sich Apple Original Films gemeinsam mit Sony Pictures Entertainment auf den 22. November 2023 als weltweiten Kinostart geeinigt hat. Nach der Kinoauswertung wurde Napoleon am 1. März 2024 in das Streamingprogramm von Apple TV+ aufgenommen. Ein dreieinhalbstündiger Director’s Cut wurde am 29. August 2024 weltweit auf Apple TV+ veröffentlicht.
Die Weltpremiere erfolgte am 14. November 2023 in der Pariser Salle Pleyel.

### Einspielergebnis
Weltweit verzeichnete Napoleon ein Einspielergebnis von 221 Millionen US-Dollar. In Deutschland verzeichnete der Film 1.189.449 Kinobesucher und ein Einspielergebnis von 13,5 Millionen Euro.

### Kritiken
Auf der Website Rotten Tomatoes empfahlen bisher 58 Prozent der dort gelisteten 332 professionellen Kritikern Napoleon weiter. Dies führt zu einer Durchschnittswertung von 6,2 von 10 möglichen Punkten. Rotten Tomatoes fasste die Meinungen der Rezensenten wie folgt zusammen: „Ridley Scott will in Napoleon beweisen, dass der Kaiser keine Kleider trägt, in einem hinterhältig-witzigen Epos mit bravourösen Versatzstücken, dessen heruntergekürzte Laufzeit ihn vom völligen Triumph abhält.“ Auf der Website Metacritic erhielt der Film eine Bewertung von 64 von 100 möglichen Punkten, basierend auf über 62 ausgewerteten englischsprachigen Kritiken. Dies entspricht allgemein positiven Rezensionen („Generally Favorable“).
Andreas Kilb kritisierte in der FAZ: „[Den Film] Napoleon als Ärgernis zu bezeichnen, wäre ein zu großes Kompliment für diese aufgeblasene zweieinhalbstündige Nichtigkeit von einem Film. Ridley Scott hat in den letzten fünfzig Jahren viele Schlachten auf der Leinwand geschlagen – und die meisten, wenn auch oft nur knapp, gewonnen. Diese ist seine bisher traurigste Niederlage.“ In den Augen von Thomas Klein (Filmdienst) legt es Ridley Scott „darauf an, Erwartungen an die Geschichtsträchtigkeit des Stoffes wie auch an seine eigene Handschrift als Meister historischer Actionfilme zu erfüllen. Napoleon changiert dabei zwischen spektakulärem Genrekino und leiseren zwischenmenschlichen Tönen, die die Zerrissenheit und Schwäche des Protagonisten zum Ausdruck bringen.“
Mit Cary Joji Fukunagas und Steven Spielbergs Napoleon ist gleichzeitig eine siebenteilige Miniserie für HBO über den französischen Feldherrn in Vorbereitung, die sich des unverfilmten Skripts von Stanley Kubrick bedient.

### Historische Ungenauigkeit
Der Historiker Thomas Schuler erklärte dem ZDF, der Film sei „rein historisch“ eine „absolute Katastrophe“. Es sei ein „Hollywood-Fantasy-Märchen von reinstem Wasser und da sind so viele Fehler drin.“ Schon Napoleons Geburtsdatum sei falsch. Der im Film anlässlich der Heirat genannte 5. Februar 1768 entspricht dem in der offiziellen Heiratsurkunde genannten Datum: Napoleon und Joséphine gaben beide nicht ihr echtes Geburtsdatum an, um den tatsächlichen Altersunterschied von sechs Jahren zu verschleiern. Einen im Film gezeigten „Ball der Überlebenden“, bei dem sich im Film Joséphine de Beauharnais und Napoleon begegneten, hat es nicht gegeben. Auch lernten sich die beiden nicht wie im Film beschrieben im Sommer 1794 kennen, sondern im Spätherbst 1795. Kritisiert wird insbesondere auch das Benehmen von Napoleon selbst. Dieser sei im Film kontaktscheu, plump, peinlich, ohne Charisma, was laut den Historikern Andrew Roberts, Thomas Schuler und Thierry Lentz wenig mit dem echten Napoleon zu tun habe. Der britische Historiker Michael Broers (lehrt an der Universität Oxford), der an Drehbuchbesprechungen zum Film teilnahm, äußerte sich dagegen wohlwollender gegenüber dem Film.
Anders als in der Eröffnungsszene dargestellt, wohnte Napoleon der Hinrichtung von Marie Antoinette in Paris nicht bei, sondern befand sich in Südfrankreich (zur Belagerung von Toulon). Im Film wird Marie Antoinette bei ihrer Hinrichtung mit langen Haaren gezeigt. Diese waren ihr jedoch in Wirklichkeit im Gefängnis geschoren worden.
Die Rollenbesetzung wurde als „Altherrenveranstaltung“ bemängelt. Bspw. wird Maximilien de Robespierre (von Sam Troughton gespielt) gegen Ende seines Lebens im Film als relativ alter Mann dargestellt. Tatsächlich wurde er jedoch nicht älter als 38. Auch Napoleon wirkt in manchen Szenen durch die Besetzung mit Joaquin Phoenix, der bei den Dreharbeiten 48 Jahre alt war, deutlich älter, als er hätte sein können; so war Napoleon zum Zeitpunkt von Marie Antoinettes Hinrichtung 24 Jahre alt. Der britische Oberbefehlshaber Wellington wird bei der Schlacht von Waterloo im Jahr 1815 als Senior dargestellt, obwohl er zu dem Zeitpunkt 46 Jahre alt war. Frei erfunden ist auch, dass sich Wellington und Napoleon jemals begegneten.
Zur im Film gezeigten Schlacht bei den Pyramiden bemerkte der Historiker Thomas Schuler, dass es eine solche zwar im Beisein von Napoleon in Sichtweite der Pyramiden gegeben habe, jedoch diese nicht so nah war, dass die Artillerie in jener Zeit in der Lage gewesen wäre, mit ihren Geschossen die Pyramiden zu erreichen. Regisseur Scott erklärte, dass er Napoleon auf Pyramiden schießen ließ, um auf „eine schnelle Art zu sagen, dass [Napoleon] Ägypten eingenommen hat“. Von der damaligen Realität, dass die Artilleriekanonen bei jeder Schussabgabe um mehrere Meter zurückrutschten, weiche der Film ebenfalls ab. Falsch soll trotz Osmanenherrschaft in Ägypten auch die Darstellung sein, dass das Mamluken-Heer in der Schlacht bei den Pyramiden die Flagge des Osmanischen Reichs als Banner trug. Richtig sei die Darstellung, dass Joséphine Ehebruch beging, während Napoleon in Ägypten weilte. Fiktiv sei dagegen, dass dieser deswegen zurück nach Frankreich segelte.
Unbelegt ist auch Napoleons Darstellung als Spion bzw. Späher. Die Schlacht von Waterloo fand – anders als im Film dargestellt – nicht auf grünen Graswiesen, sondern auf Weizenfeldern statt. Bei der Schlacht von Waterloo hatte es außerdem keine Schützengräben mit Palisaden gegeben. Während der Schlacht erteilte Napoleon seine Befehle nicht von einem Zelt aus, sondern fast ausschließlich von dem Gasthaus Belle-Alliance.
Das Schiff Northumberland brachte Napoleon nach St. Helena, nicht wie dargestellt ein Schiff namens Inconstant. Der Film endet mit einem Abspann, der suggeriert, dass Napoleon die alleinige Schuld für drei Millionen Kriegsopfer zwischen 1792 und 1815 trägt. Damit ignoriert der Film die auch unter manchen britischen Historikern Einzug gehaltene Position, die die Hauptverantwortung für die Kriegsausbrüche in Großbritannien sehen und deswegen auch Kritik am Begriff Napoleonische Kriege üben.
Die bis zum Beginn des Ersten Weltkriegs wahrscheinlich größte Schlacht in Europa, die Völkerschlacht bei Leipzig, die eine entscheidende Schlacht der Befreiungskriege darstellt und Napoleons Rückzug aus Deutschland zur Folge hatte, wird im Film nicht erwähnt.

## Auszeichnungen
Im Jahr 2023 wurden Kameramann Dariusz Wolski und Regisseur Ridley Scott für den Goldenen Frosch des polnischen Filmfestivals Camerimage nominiert. Ein Jahr später folgten bei der Oscarverleihung Nominierungen für Szenenbild, Kostüme und visuelle Effekte.

## Besetzung und Synchronisation
Die deutsche Synchronisation entstand bei der FFS Film- & Fernseh-Synchron GmbH in Berlin. Das Dialogbuch verfasste Frank-Michael Helmke, für die Dialogregie war Nicolás Artajo verantwortlich.
| Rolle                           | Schauspieler         | Deutscher Sprecher |
| ------------------------------- | -------------------- | ------------------ |
| Napoleon Bonaparte              | Joaquin Phoenix      | Tobias Kluckert    |
| Kaiserin Joséphine              | Vanessa Kirby        | Yvonne Greitzke    |
| Außenminister Talleyrand        | Paul Rhys            | Bernd Vollbrecht   |
| Paul Barras                     | Tahar Rahim          | Tommy Morgenstern  |
| General Armand de Caulaincourt  | Ben Miles            | Tom Vogt           |
| Feldmarschall Arthur Wellesley  | Rupert Everett       | Peter Flechtner    |
| Zar Alexander I.                | Edouard Philipponnat | Nicolás Artajo     |
| Letizia Bonaparte               | Sinéad Cusack        | Sabine Walkenbach  |
| Maximilien de Robespierre       | Sam Troughton        | Manuel Straube     |
| Sieyés                          | Julian Rhind-Tutt    | Jaron Löwenberg    |
| Adjutant Jean Andoche Junot     | Mark Bonnar          | Florian Halm       |
| Eugène de Beauharnais           | Sam Meakin           | Cyril Baudier      |
| Königin Hortense de Beauharnais | Erin Ainsworth       | Jodie Blank        |
| Franz I.                        | Miles Jupp           | Christian Gaul     |
| Offizier Jean-François Moulin   | Gavin Spokes         | Uwe Büschken       |
| Dr. Corvisart                   | Kevin Eldon          | Frank Röth         |
| Papst Pius VII.                 | Robin Soans          | Freimut Götsch     |
| Lucille                         | Riana Duce           | Kristina Tietz     |
| Louis-Jérôme Gohier             | David Verrey         | Michael Iwannek    |
| Marie-Louise von Österreich     | Anna Mawn            | Celina Gaschina    |
| Whitworth                       | Richard McCabe       | Jürgen Kluckert    |
| Roger Ducos                     | Benedict Martin      | Michael Tietz      |
| Bourrienne                      | Jonathan Barnwell    | Manolo Palma       |
| Hippolyte Charles               | Jannis Niewöhner     | Jannis Niewöhner   |
| Gebhard Leberecht von Blücher   | Tim Faulkner         | Harald Effenberg   |
| König Ludwig XVIII.             | Ian McNeice          | Freimut Götsch     |